# Knabstrup (przystanek kolejowy)
Knabstrup (duński: Knabstrup Station) – przystanek kolejowy w miejscowości Knabstrup, w gminie Mørkøv, w regionie Zelandia, w Danii. Znajduje się na Nordvestbanen prowadzącej z Roskilde. 
Jest obsługiwany i zarządzany przez Danske Statsbaner.

## Linie kolejowe
- Nordvestbanen